# 李阡 (潜水艦)
李阡（イ・チョン、日本語読み：り せん、朝鮮語：이천、ラテン文字：Yi Chon, SS-062）は、大韓民国海軍の潜水艦。張保皐級潜水艦の2番艦。艦名はモンゴル帝国軍を撃退した高麗の武将李阡に由来する。

## 艦歴
「李阡」は、ホヴァルツヴェルケ＝ドイツ造船でブロックを建造し、大宇重工業玉浦造船所でノックダウン生産され　1994年に就役し、鎮海に所在する第9戦団に配備される。
1999年3月27日、グアム島南約100マイル付近において標的艦「オクラホマシティ」を魚雷で撃沈した。